# Pentaschistis acinosa
Pentaschistis acinosa är en gräsart som beskrevs av Otto Stapf. Pentaschistis acinosa ingår i släktet Pentaschistis och familjen gräs. Inga underarter finns listade i Catalogue of Life.